# Битва при Агер Фалерне
Битва при Агер Фалерне — сражение в 217 году до н. э. между римской и карфагенской армиями в ходе Второй Пунической войны.

## Предыстория
После поражения при Тразименском озере и гибели консула Гая Фламиния римляне решили выбрать диктатора (верховного властителя, назначаемого в критических для Рима случаях, который обладал всей полнотой военной и гражданской власти). Им стал Квинт Фабий Максим. Сенат постановил, чтобы Фабий взял войско от консула Сервилия и набрал ещё столько солдат, сколько сочтёт нужным. Фабий добавил два легиона и двинулся навстречу Ганнибалу.
В борьбе с Ганнибалом он принял другую тактику, нежели его предшественники. Он планировал не вступать в сражение с карфагенянами, а изматывать их в мелких сражениях. Ганнибал построил своё войско к бою, но Фабий и не думал принимать битву. Тогда Ганнибал понял, что имеет дело с другим полководцем, чем те, которые были разгромлены им при Тицине, Требии и Тразименском озере. Происходили лишь небольшие стычки, когда карфагеняне нападали на римлян, шедших за дровами или кормом для лошадей. Однако такая тактика вызывала гнев у помощника Фабия — начальника конницы Марка Минуция Руфа. Тот считал, что Фабий не даёт Ганнибалу сражения из-за трусости и лени.
Ганнибал получил известие, что некоторые кампанцы (жители Кампании) хотят перейти на сторону карфагенян, как только Ганнибал придёт к ним. Ганнибал не очень поверил этому, но двинулся поближе к Кампании — к городу Казин, чтобы захватить Казинский перевал и отрезать римлян от их кампанских союзников. Но проводник не расслышал слов Ганнибала: вместо «Казин» ему послышалось «Казилин». Так Ганнибал прошёл Казинский перевал и оказался южнее него, у города Казилин. Но Казилин находится в речной долине, окружённой со всех сторон горами. Войско Ганнибала стало грабить и опустошать Кампанию. В римском войске росло недовольство, подогреваемое Марком Минуцием. Но Фабий стоял на своём. А между тем приближалась зима, и в армии Ганнибала возник вопрос о продовольствии и зимних квартирах. Продовольствия в опустошённой Кампании уже не осталось.
Фабий занял перевал у города Казилин с намерением воспрепятствовать Ганнибалу вернуться обратно, на зимние квартиры. На перевале он оставил 4 000 солдат, а сам расположился на высотах вдоль реки. Затем он ударил в тыл карфагенянам и привёл их в смятение.

## Прорыв
Ганнибал понял, что он в ловушке. Позиция римлян в Казилине была неприступной. Тогда он решил прибегнуть к хитрости. Он велел согнать отовсюду быков и волов. Был наготовлен сухой хворост и привязан к рогам. Далее быков погнали к перевалу, занятому римлянами. Тогда хворост был подожжён и стадо ринулось в беспорядке на перевал. Караульному отряду римлян показалось, что это вражеская армия бежит на них с факелами. Между тем огни появились и сбоку, и сзади от караульных, и они подумали, что окружены. Караульные решили отступить, им попался отряд карфагенской лёгкой пехоты и римляне понесли большие потери, прежде чем добрались до лагеря Фабия. В это же время Ганнибал беспрепятственно провёл армию через перевал.

## Итоги
Таким образом, Ганнибал сумел вырваться из ловушки, не потеряв ни одного человека. Погоня оказалась безуспешной. На Фабия вновь обрушился шквал критики. Тем не менее Фабий продолжал придерживаться своей прежней тактике, находясь слева от Ганнибала и заслоняя путь на Рим.